# 酷道
酷道（こくどう）は、日本の道路の俗語で、一般国道のうち乗用車による通行が困難であるなど文字通り「酷（ひど）い状態の国道」を「国道」の読み（こくどう）にかけて揶揄したもの。古くは1899年（明治32年）の用例が確認されており、1958年（昭和33年）の阿川弘之の紀行文『東北国道二千キロ』、道路地図や自治体史、新聞、紀行記、国会発言にも使用例がみられる。

## 概要
一般的に「国道」といえば、「適切な整備が実施されている利便性の高い重要な都市間道路」というイメージを持たれることが多い。特に地方においては、道路としての存在感や安心感は、他の一般道路とは格別であるとも評されている。
「酷道」という言葉は、一般国道として指定されているにもかかわらず、上記のようなイメージにそぐわない「整備状態の悪い国道」を指す俗語として使われている。
一般国道のある路線の全区間が「酷道」の状態にあるわけではなく、一部の区間だけが「酷道」であるのが実態だが、酷道区間を持つ路線は全体的に見ても整備状態が良くないことが多いため、当該路線を指して「酷道」と評する場合もある。また、「国道」に対する「酷道」のように、整備状態の悪い「県道」「府道」「都道」「道道」に対する「険道」「腐道」「吐道」「獰道」といった揶揄表現もある。
現在では道路踏破趣味の一分野として、この「酷道」を走破することに情熱を傾ける「酷道マニア」の存在も成立しており、インターネット上には「酷道」を通行した際の状況などを記したレポートや旅行記も多数存在するほか、ドライブレコーダーで走行中の前方の景色を撮影・編集し、動画サイトで車載動画として紹介する者も少なからず見られる。その中には趣味が高じて何らかの知名度を得て、一種のアウトドア系ライターなどのプロ・セミプロ的な活動を行っている人物もおり、酷道を扱った単行本やムック、DVDなどが販売されるほどである。また、テレビ東京系列の番組『土曜スペシャル』では、著名人などが酷道を行く「知られざる国道（酷道）の旅」シリーズが過去数回放送されている。
こうした「酷道」も、道路管理者によってバイパス改築や拡幅事業など、年々整備改良がおこなわれており、少しずつ解消されつつある。また、バイパスなどの整備によって旧道となった「酷道」は、国道の指定を外れて都道府県道もしくは市町村道などに降格となることが多く、特に山岳地などで道路の安全確保維持が難しく、将来的に利用価値が見込めない場合は廃道となるケースもある。
地方自治体にとって一般国道の指定は、国から補助金を得て整備状態の悪い道路（＝酷道）を改善する手段のひとつであったため、とりわけ1993年（平成5年）に新規指定された国道450号から国道507号までの一般国道については、それまで都道府県道までしか通っていなかった自治体からの国道昇格請願が多数あったといわれている。しかし、こういった一般国道の場合、他の国道と比較してもともと交通量が少ない道路であるなどの理由から道路改良整備の優先度が低く、道路改良事業化が後回しにされているのが実状となっている。

## 特徴
酷道は、下記のような特徴を持つ国道のことを指す。ただし「酷道」は個人の主観で評価されてよばれている用語であり、下記に挙げられる要素は酷道と呼ばれる道路の事例として文献などに記載がある。
- 狭隘道路で大型自動車の通行（一方通行の場合）、または大型自動車同士のすれ違い（対面通行の場合）が困難もしくは不可能な区間がある[23]。対向車が来た際に待避可能な場所がない[13]。
- 道幅が狭い上、前方の見通しが効かないブラインドカーブが多いことから対向車に対する危険度が高く、山林の中では昼間でも日光が遮られて薄暗い場所が多い[23]。
- 住宅街の路地やアーケードのある商店街などが指定されており、明らかに自動車の通行に向いていない。歩行者専用道路で車両が通行できない場合もある。
- 路面状況が悪い[23][13]、ガードレールのない断崖路など通行が非常に危険な区間[13]、未舗装路やけもの道の区間がある。
- 全線が開通していない、災害で不通になったまま復旧が行われていない、あるいは歴史的経緯により遊歩道や階段として整備されているなど、車両（自動車、原動機付自転車、軽車両）が一切通行できない区間がある。徒歩ですら通行が困難もしくは不能な場合もある[24]。
- 降雨時に地盤が緩み崩落を起こす危険性が高く、土砂崩れや道路決壊で復旧工事中の状態が長期間継続されていたり、通行止め規制が敷かれている場合がある[23]。
- 多くは都市部や人里を離れた人気のない山間部にある峠道で、長距離にわたって沿線にコンビニエンスストアやガソリンスタンドなどの店舗、自動販売機がない[25]。
- 積雪のある地域では、雪が積もるような季節でなくともすでに冬季閉鎖規制により、通行止めになっている場合がある[23]。
- 夏は道路脇の雑草が生い茂っていたり[23]、測量標が確認できないなど、長期間管理されていない区間がある[26]。
- 山間部では現地調査が困難だったり、木が生い茂って航空写真による確認も困難な場所があり、過去の資料から推察したと思われる不正確な地図が作成されることもある[26]。

道路法的に未供用の区間は、正確には国道にあたらないが、路線に未供用区間がある時点で「酷道」と呼ばれる資質があるものと考えられている。

## 酷道が国道に指定されている理由
一般国道への指定から長い期間を経ても、道路整備が進まず「酷道」の状態にある道路は多い。酷道区間を含むにもかかわらず一般国道として追加指定されてきたのは、「国道らしい道を整備したい」とする地方自治体と、その道路を「国の幹線道路とする資質がある」と認める日本国政府との、双方の思惑の一致が事実としてあったためだとされている。
一般国道の路線数は、1992年（平成4年）の指定（翌1993年〈平成5年〉4月施行）を最後に増加していないが、それまでは海上国道や一般国道の自動車専用道路などを除くほとんどの路線で、主に既認定されている都道府県道（多くは主要地方道）が昇格するかたちで誕生してきた。

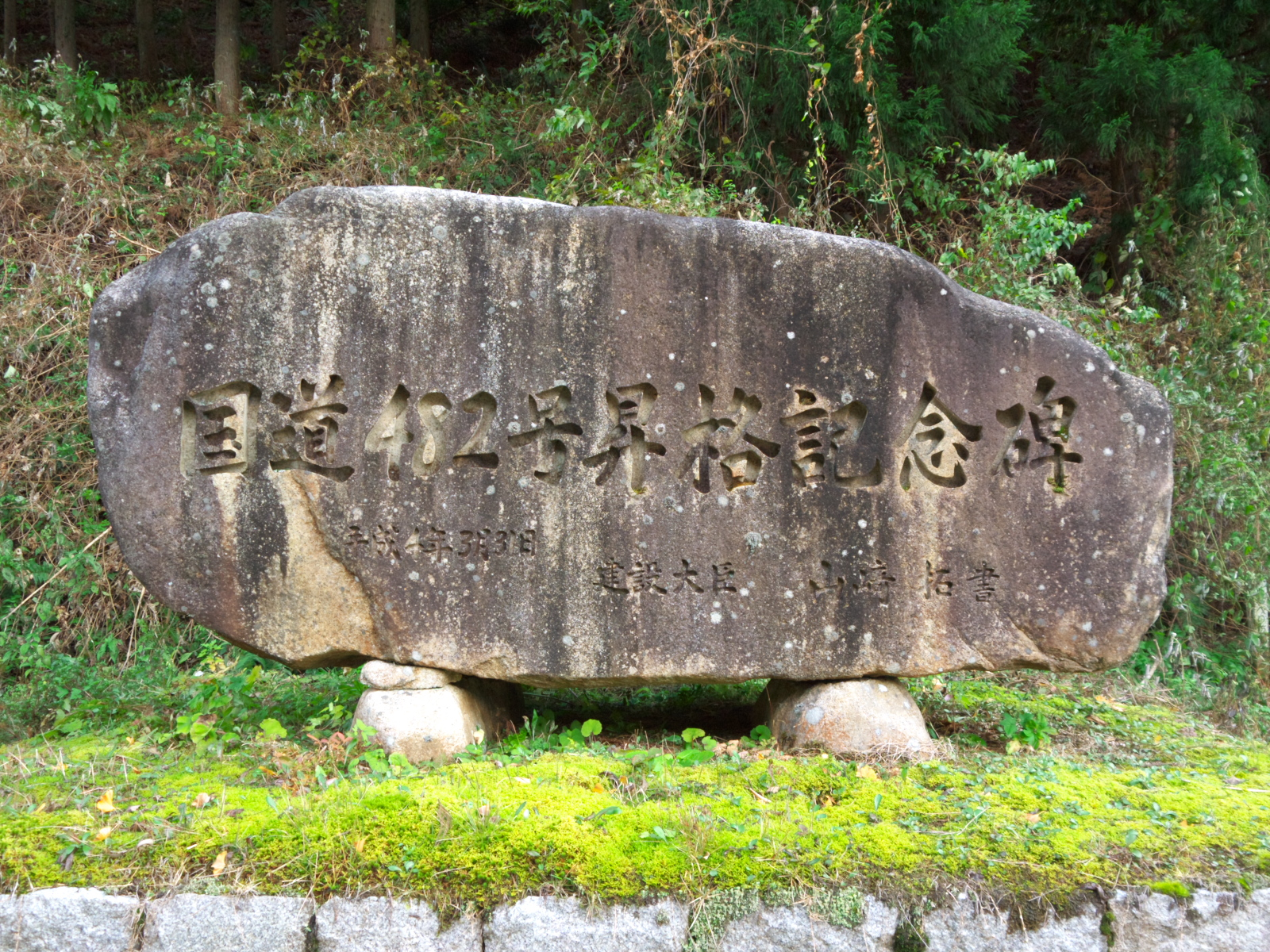
鳥取市佐治町にある国道482号昇格記念碑。刻字は1992年当時建設大臣だった山崎拓の書。ただし、現在の国道482号は佐治川北岸を通るルートに付け替えられたので、この記念碑の近くを通る佐治川南岸の道路は旧道（市道佐治中央線）になっている。

国道に指定させたい路線を有する地方自治体（都道府県）は、まず道路法第5条で規定された一般国道指定の要件を満たす候補路線を作成し、所轄官庁である建設省（現・国土交通省）に国道昇格を陳情する。建設省に集まった候補路線の中から省議にかけられ、さらに絞り込まれた候補路線が残り、道路法で設置を義務づけられている道路審議会（議長：建設大臣）にかけられる。その答申結果が建設省の決定案となり、閣議決定を経て一般国道の路線を指定する政令が公布されることで、新たな一般国道の指定に至る。
こうして誕生したばかりの国道路線は、それまでカテゴリが低い都道府県道以下の道路であったため「酷道」になりがちだが、そこまでして都道府県が欲する道路こそ、整備グレードが高く、かつ迅速に整備したい道路であり、国道になれば、道路の新設や改築にかかる費用の一部について国の負担・補助を受けることができるため、既存道路を国道に昇格させることが、地方自治体が道路整備を進める上での有力な手段となってきた。
こうした道路施策の背景にあるのは、地方の財政は国に比べて潤沢ではないことが挙げられる。大規模な新設や改築が伴う道路整備においては、地方自治体が道路管理者となっている補助国道（指定区間外）の場合、自動的に国が事業予算の2分の1を負担することになっているが、都道府県道では主要地方道などの例外を除いて、国から補助を受けることができないからである。

酷道の中には「迷路国道」「迷走国道」と呼ばれているものがあり、路面や勾配などの路面的な悪条件以外に、不合理で奇妙なルートの取り方で印象づけられている国道を指している。これらは都道府県が在来あった複数の県道などをつなぎ合わせて、国道に昇格させたい路線として道路が一本化されていく過程で不自然な線形が生まれたのと同時に、一般国道の追加指定が行われてきた後発路線（1974年（昭和49年）以降に指定されたグループ）になるほど、起終点間ですでに整備されている道路よりも、あえて今後整備を必要とする道路が選択される傾向が強くなった結果ともいえる。
時間を経ても酷道状態の国道が存在する理由はさまざまあるが、その多くは、国道指定後に行われた当該路線の整備事業計画の見直しや、ダム事業など他事業との統合、さらには技術的・地域的な諸問題が判明したことによる道路事業計画自体の延期などが繰り返されてきた結果、酷道状態の道路がそのまま取り残されているのが実情である。
時間は長期化しているものの、そのほとんどは道路整備事業自体が止まっているわけではなく、諸問題が少しずつ解決されるに従って、数年単位で酷道は減少を続けている。実際に、1993年（平成5年）度から2012年（平成24年）度の19年間で、酷道の特徴にも挙げられている自動車通行不能区間の延長は、175 kmから143 kmへと減少している。

## 酷道の例

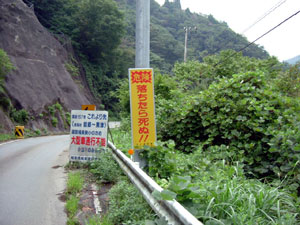
「落ちたら死ぬ!!」看板（国道157号・国道418号・現在は撤去済）

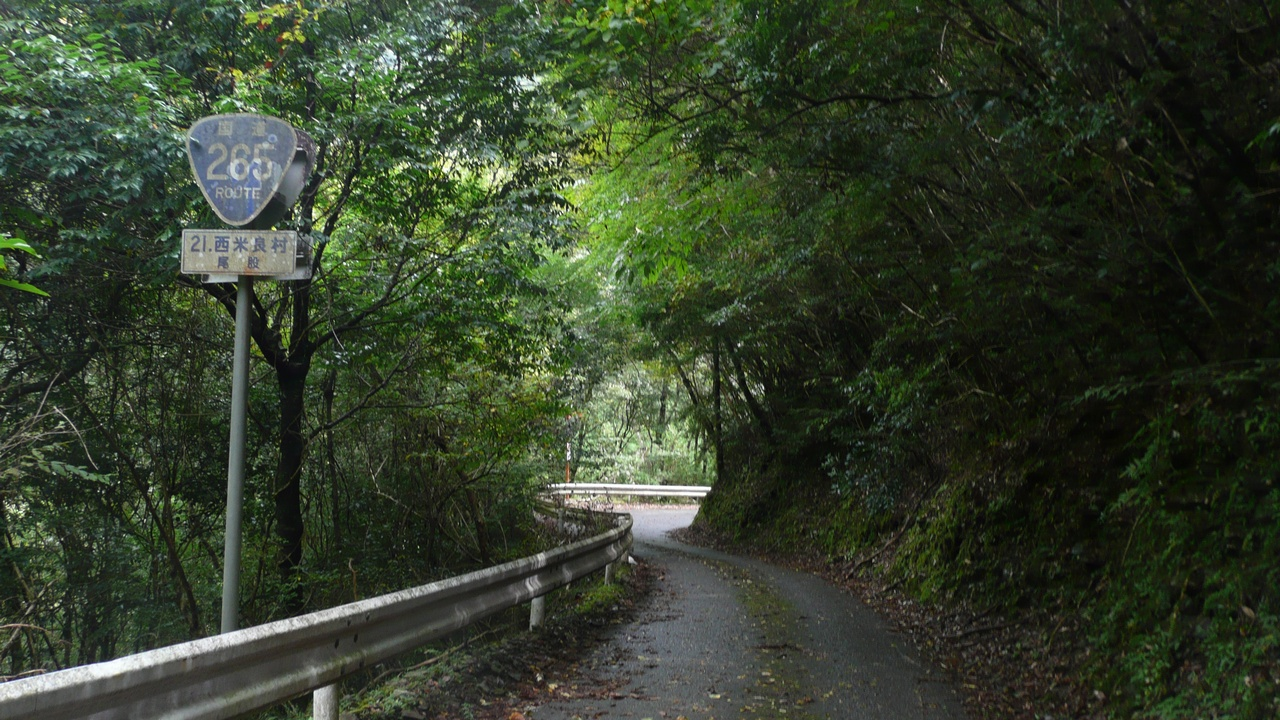
鬱蒼とした奥深い山間部を、1車線の未改良道路が貫く（国道265号）

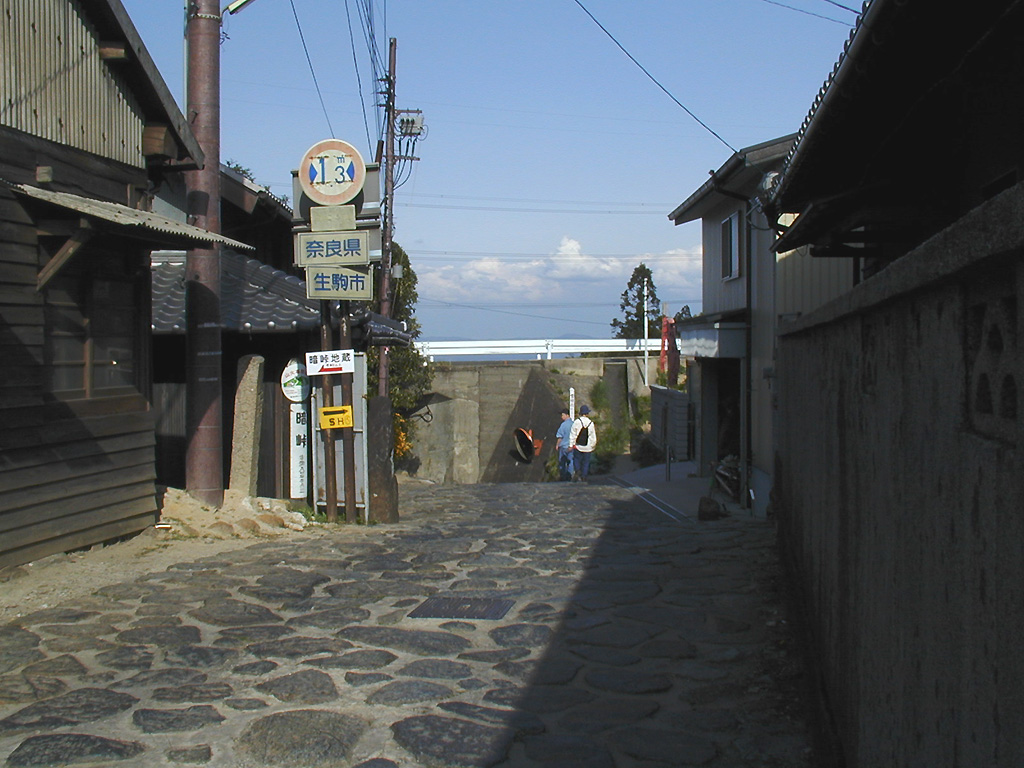
暗峠の石畳（国道308号）

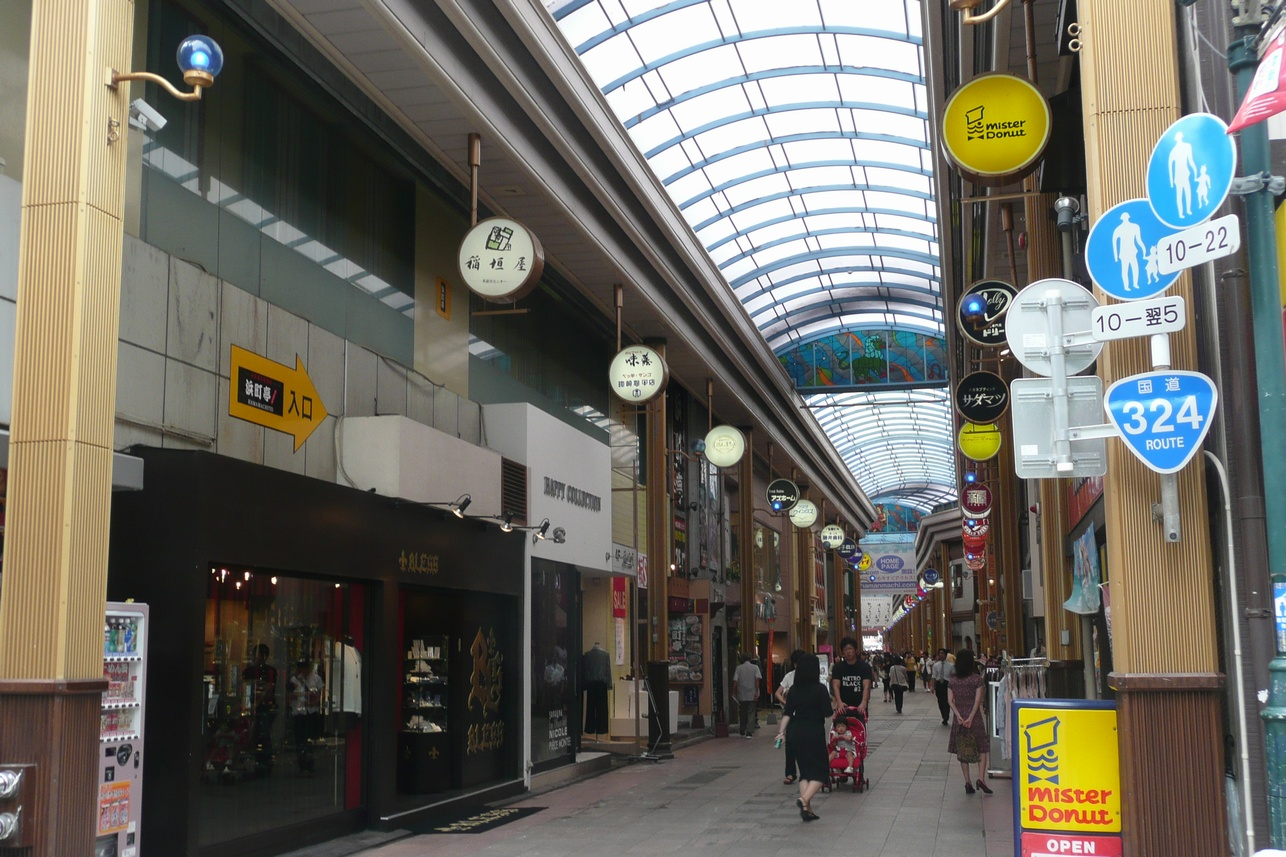
浜町アーケード（国道324号）

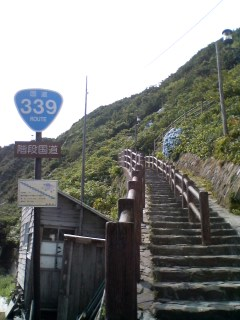
階段国道（国道339号）

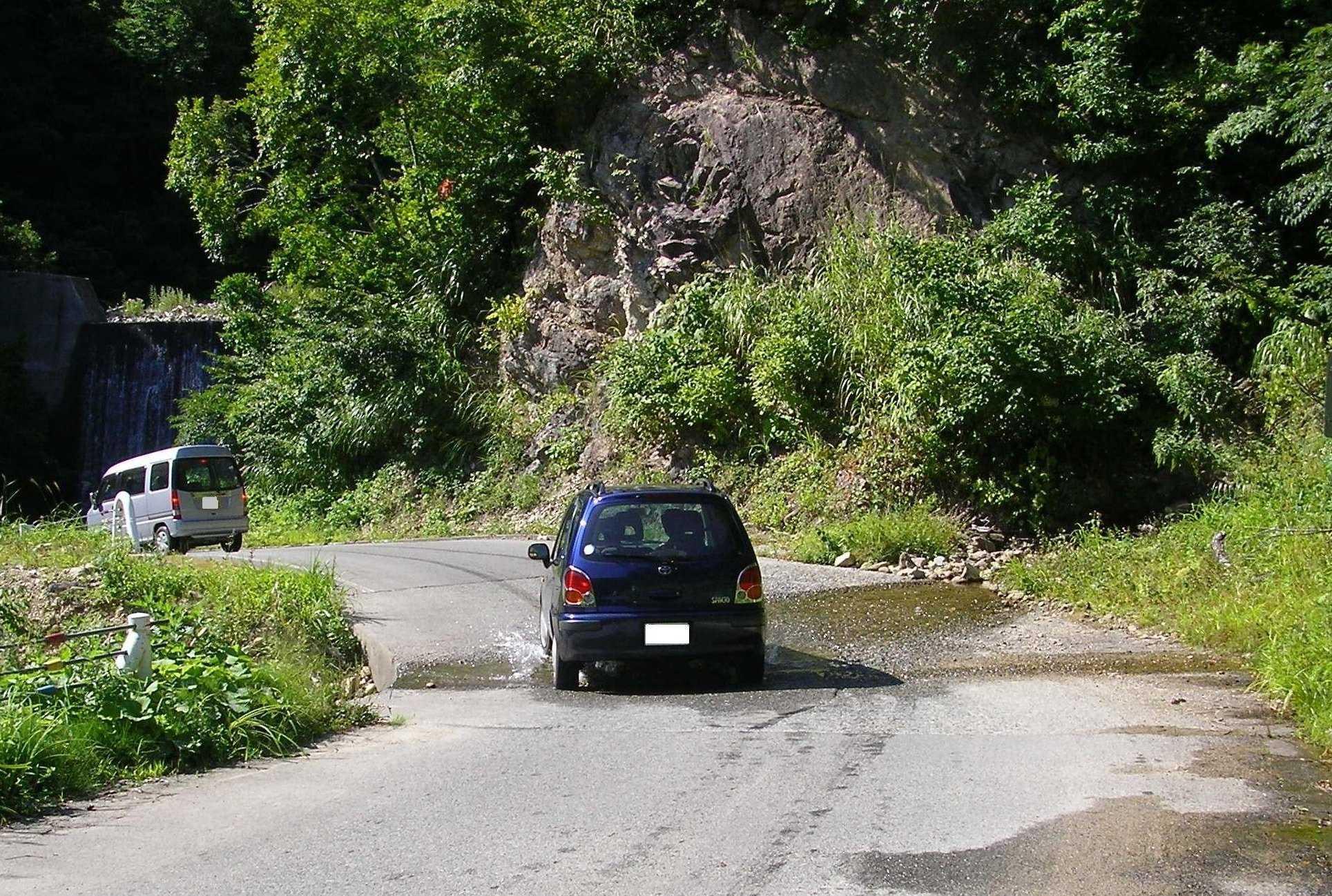
奥只見湖畔の洗い越し（国道352号）

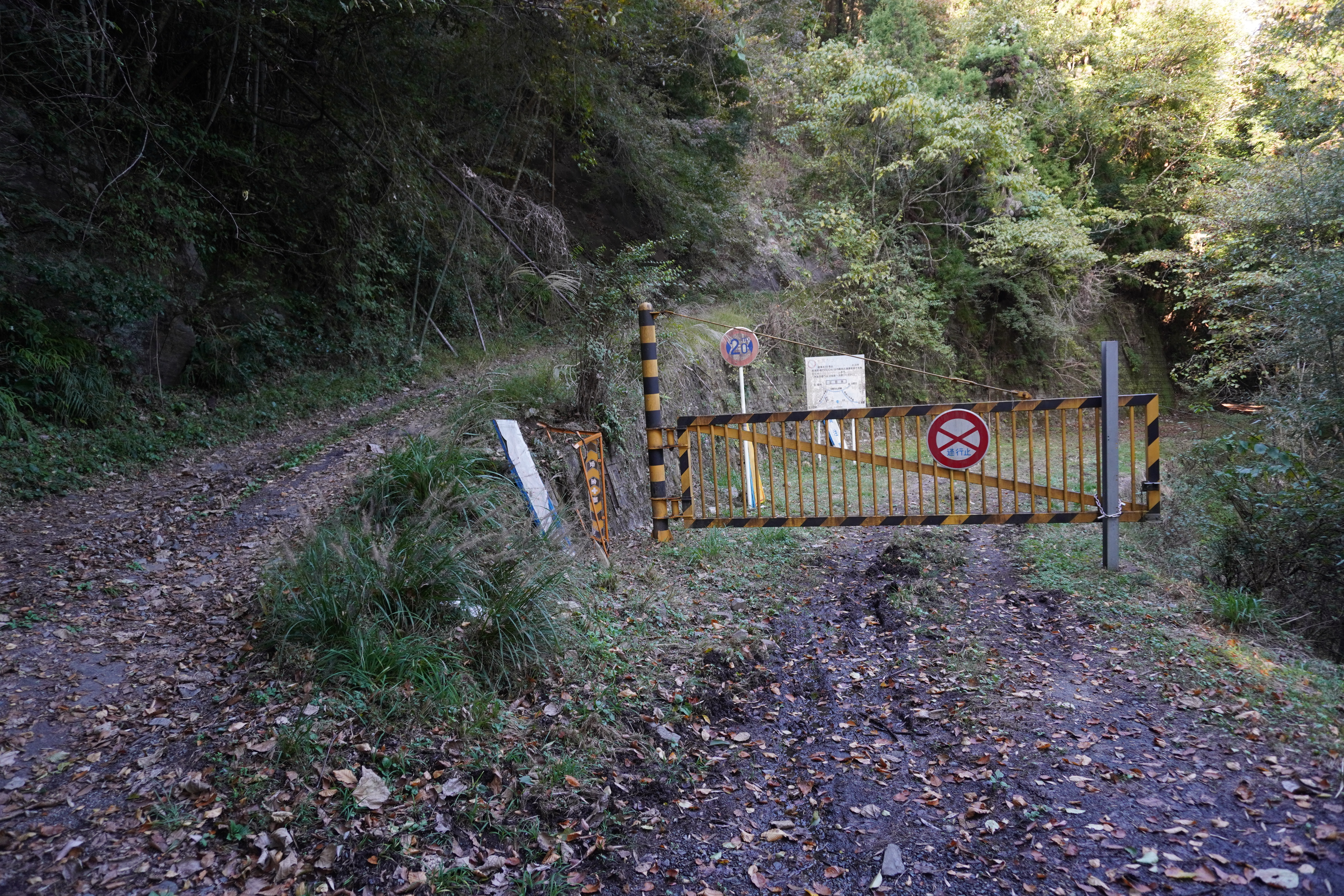
事実上廃道となっている長期通行止め区間と八百津町道との分岐点に設置された通行止めゲート（国道418号）

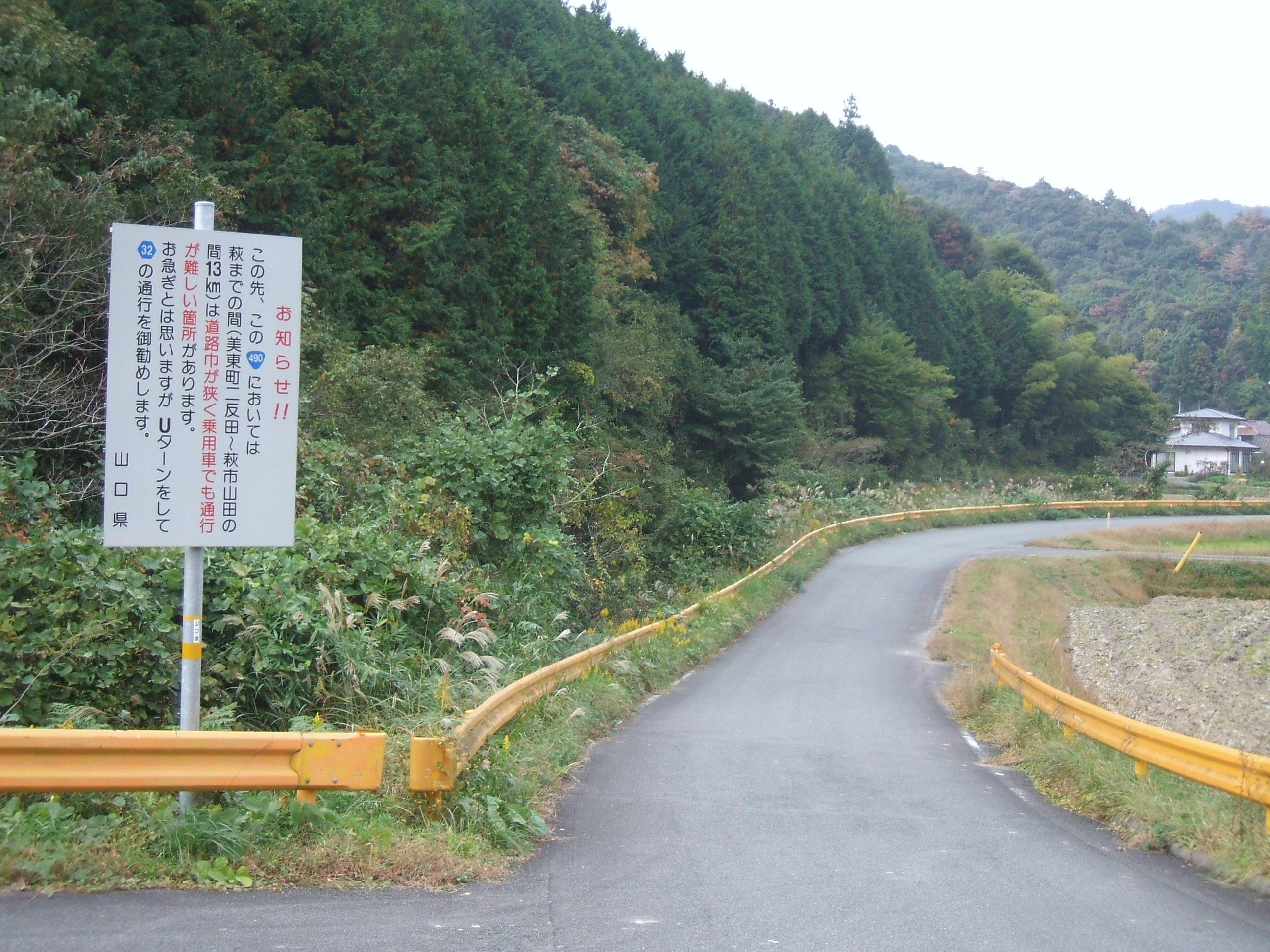
県道への迂回を促す看板（国道490号）

酷道と呼ばれる一般国道は、300番台中盤以降の比較的年代の若い国道に多く、地域別では人口の少ない西日本の山岳地に多く分布し、特に紀伊半島、四国内陸部、中国山地に集中する。全体としては長野県から九州南部にかけた中央構造線沿いの険しい山地に多く存在している。イカロス出版『酷道をゆく』<（文献1）（文献1）、『酷道をゆく2』（文献2）（文献2）では以下の一般国道が「酷道」として紹介されている。ほぼすべてが指定区間に指定されていない都府県管理区間であることがわかる。
- 国道25号 - 名阪国道に並行するいわゆる「非名阪」区間。未改良の道が長く続く。名阪国道が自動車専用道路のため、旧道が国道指定のまま残っている[31]。
- 国道152号 - 地蔵峠・青崩峠の2か所の分断区間を林道で連絡している[32]。
- 国道157号 - 温見峠の岐阜県本巣市（旧本巣郡根尾村）側の「落ちたら死ぬ!」看板（現在は撤去済み）や洗い越し区間が知られる[33]。
- 国道166号 - 住宅街の中を抜けていく都市型酷道の一つ。バイパスである南阪奈道路が自動車専用道路のため、旧道が国道指定のまま残っている。
- 国道170号 - 現在では一般的にはバイパス道路にあたる大阪外環状線のことを指すが、旧道も路線として指定されている。旧道の一部はアーケード商店街を通行することになり、8時から20時まで車両通行止め[34]。
- 国道193号 - 分断箇所が1か所あり、徳島県道253号山川海南線で連絡している。また、那賀郡那賀町にある霧越峠区間の存在。一方、高松市には4車線区間もあり、国道192号を挟んで南北で差がある。
- 国道256号 - 飯田市内の小川路峠を越える区間は車両通行不能で、登山道が整備されているのみ。
- 国道257号 - 高山市内の終点付近に不通区間がある。以前は愛知県内を中心に狭い道が多かったが、新城市と下呂市の一部に狭路区間がある。
- 国道265号 - 宮崎県児湯郡西米良村や東臼杵郡椎葉村・西臼杵郡五ヶ瀬町の中心部では改良が進んでいるが、九州山地の峠を越える区間（輝嶺峠・尾股峠・飯干峠）などで断続的に1車線の狭隘路となる。距離が長く（195.1 km[35][注釈 6]）、接続道路もほとんどが狭隘路であるため、一度ひどい区間に入るとなかなか抜け出す事が出来ない。マニアの間では「九州最凶酷道」との呼び声も高い[注釈 7][注釈 8]。
- 国道286号 - 笹谷峠。1981年（昭和56年）から1998年（平成10年）の間は笹谷トンネルがバイパスとして指定されていたが自動車専用道路であり、山形自動車道に編入されたことで一般国道ではなくなっている。
- 国道289号 - 八十里越。甲子峠も以前は車が通行できない難所で点線国道である登山道の国道標識が有名だったが、2008年（平成20年）9月にバイパスの甲子道路が開通して同標識は撤去された[36]。
- 国道291号 - 清水峠。明治時代に整備された当初は馬車の通行が可能だったが、開通から程なくして土砂崩れや雪崩などによる路盤決壊や橋の流失が相次ぎ、車両通行そのものが不可能となった。一部区間は法令上は現役の国道でありながら、事実上の廃道状態となり、立ち入ることさえも困難なほど荒廃している。さらに、中山隧道がかつては国道に指定されており、車両通行も困難な「手掘り隧道国道」であった。
- 国道299号 - 十石峠と麦草峠。特に林道を編入した十石峠は1.0車線の悪路が続く。
- 国道308号 - 急坂と狭路の暗峠が有名。バイパスである第二阪奈有料道路が自動車専用道路のため、旧道が国道指定のまま残っている[37]。
- 国道309号 - かつての林道（行者還林道）が国道に編入されている。
- 国道324号 - 銕橋・浜町アーケードは1日に5時間しか車両は通行できない[34]。
- 国道327号 - 戦前に作られたかつての「百万円道路」。
- 国道339号 - 龍飛岬付近に「階段国道」と呼ばれる区間があるが、階段に並行して車両通行可能な県道が走っている[38]。
- 国道352号 - 新潟県魚沼市大湯温泉から福島県南会津郡檜枝岐村七入までの区間。2006年（平成18年）以前は枝折峠の前後で時間帯一方通行規制が敷かれており、奥只見湖畔では洗い越しが連続する[39]。また、長岡市内にも分断区間が存在する。
- 国道353号 - 新潟県十日町市宮中から中魚沼郡津南町までの区間。信濃川西岸に沿って、大型車の通行できない隘路が続く。また、南魚沼郡湯沢町三国から群馬県吾妻郡中之条町四万川ダムまでは分断区間となっている。
- 国道365号 - 三重県いなべ市内は員弁バイパスが通っているが、旧道も路線として指定されている。 旧道は民家の間をすり抜ける「都市型酷道」区間あり。
- 国道371号 - 2つの分断箇所を林道が結んでいたが、2018年（平成30年）3月に田辺市龍神村殿原の分断区間開通により通行不能区間1か所は解消された[40]。本山谷平山林道区間は未整備。
- 国道388号 - 深い山間部の峠を1車線の未整備道で越えていく。大分県佐伯市と宮崎県延岡市では、県境部を除き改良が進みつつあるが、東臼杵郡美郷町以西では未整備区間が多く残る。東臼杵郡椎葉村の大河内交差点で国道265号と接続するが、前述の通り国道265号もハイレベルな酷道であるため、ここからはどの方向に進んでも酷道を通過することになる[41]。
- 国道399号 - すれ違い困難な1車線の狭隘区間が連続する。また、鳩峰峠を越える区間は冬季閉鎖される上に、渓谷沿いに狭路が続き落石によって通行止になることも多い。
- 国道403号 - 分断、狭隘、迷走ルートなど「酷道」のさまざまな要素を含む。
- 国道418号 - 恵那・八百津間に事実上の廃道区間があり、人も含めて通行止め。また温見峠も通過する（国道157号との重複区間）。別名「キングオブ酷道」[42]。
- 国道425号 - 通称「シニゴー」。牛廻越をはじめほぼ全線（186.7 km[35][注釈 6]）が難所。紀伊半島の中でも最凶の呼び声も高く「転落・死亡」看板がある[43]。
- 国道429号 - 通称「シニク」。1993年（平成5年）の延長指定区間が中心。
- 国道439号 - 通称「ヨサク」。京柱峠など数多くの未整備状態の峠を越える。四国の国道としては2番目に長い路線（346.3 km[35][注釈 6]）でもある[44]。2007年（平成19年）までは狭く古いトンネルもあった。
- 国道458号 - 十部一峠は自動車が通行可能な一般国道としてはほぼ唯一の未舗装区間[45]。他にも最上郡鮭川村内、東村山郡中山町内、東村山郡山辺町内の住宅地に狭隘区間が存在する。
- 国道471号・国道472号 - 楢峠。冬季閉鎖される上に災害による通行止め期間が長く、通行可能な期間がほとんどない[46]。
- 国道477号 - 百井別れ交差点の鋭角ターンが難所として有名[47]。4車線の有料道（琵琶湖大橋）からコンクリート舗装の悪路、離合困難な商店街までさまざまな表情を持つ。
- 国道488号 - 深い渓谷の高低差数百mの断崖にそってガードレールのない完全1車線の狭路が続く[48]。なお該当区間は2011年以降通行止めとなっている。
- 国道490号 - 県道への迂回を勧める標識が立っている。なお一部区間は改良済み（山田バイパス）。
- 国道494号 - 国道193号とともに、四国を南北に縦断する酷道の一つ。

### かつて酷道とされていた道路
上記同書収録のものに限る。

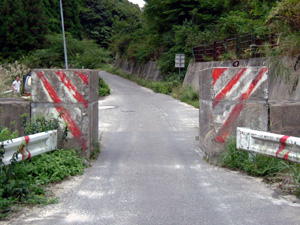
石榑峠のコンクリートブロック（国道421号）

- 国道101号 - 1993年（平成5年）の延長指定区間、特に男鹿半島北部。広幅員・直線的な市道と接続しているにもかかわらず集落内の隘路を国道指定している区間が複数あり、路線を正確に走行することが困難であることから。2010年（平成22年）以降、男鹿市五里合地区において海側を併走する市道を路線編入するなどのルート変更が行われ、さらに交差点の改良工事が実施されるなど道路改良が進み、かつて「迷宮国道」と呼ばれた区間は消滅[49]。バイパスが整備されて所々で狭い場所が残るのみとなった[49]。
- 国道121号 - 大峠周辺、喜多方市根小屋から米沢市の新道分岐まで該当区間のほぼ全線が廃道化しており、人も含めて通行止め。2010年（平成22年）9月11日に大峠道路が全線開通したため国道の指定区間から外れ解消[50]。
- 国道354号 - 行方市内に一方通行区間[注釈 9]が存在し、東から西への全線走破が不可能であった。また、鹿行大橋は幅員の狭さから対向車との離合用に待避所が設けられていた。なお、旧橋は東北地方太平洋沖地震（東日本大震災）で崩落している[51]。2012年（平成24年）4月26日に新橋への架け替えを含めた北浦バイパスの開通により解消[51]。
- 国道417号 - 分断区間（冠山峠）をつなぐ林道が、徳山ダムに沈んだかつての酷道をしのばせていた。かつては林道区間も冬季閉鎖していたため年間の半分以上全線にわたる通行が出来なかったが、2023年（令和5年）11月19日に冠山峠道路が開通し、分断区間が解消され通年通行が可能となった[52]。
- 国道421号 - 石榑峠は総重量が2 tを超える車、または車幅が2 mを超える車は通行禁止。両側に門のようにコンクリートブロックが置かれているが、2008年（平成20年）9月2日の土砂崩れにより通行止めとなっている。そのまま復旧されることなく、2011年（平成23年）3月26日に峠をはさむ区間に石榑峠道路・石榑トンネルが開通したことにより解消[53]。